# نيكولا إسكوديه
نيكولا إسكوديه (بالفرنسية: Nicolas Escudé)‏ مواليد 3 أبريل 1976 في فرنسا، هو لاعب كرة مضرب فرنسي سابق بدأ مسيرته كمحترف سنة 1995 وكان يلعب باليد اليمنى، اعتزل اللعب في 18 مايو 2006. أعلى تصنيف له في الفردي كان المركز الـ 17 في سنة 2000. سبق أن شارك في دورة الألعاب الأولمبية الصيفية.

## الخط الزمني للفردي
مفتاح
| ف | ن | ن.ن | ر.ن | د# | د.م | ل | أ.أ | ت | غ | ب | ف | ذ | م.خ | ل.ت |

(ف) فاز بالبطولة (ن) وصل النهائي (ن.ن) نصف النهائي (ر.ن) ربع النهائي (د#) الأدوار الأربعة الأولى (د.م) دور المجموعات (ل) شارك في كأس ديفيز (أ.أ) خرج من الأدوار الاولى (ت) خسر التصفيات التأهيلية (غ) غاب عن الحدث أو البطولة (ب) حصل على ميدالية برونزية (ف) حصل على ميدالية فضية (ذ) حصل على ميدالية ذهبية (م.خ) بطولة الماسترز خُفضت إلى مرتبة أقل (ل.ت) البطولة لم تعقد في السنة المعينة.
لتجنب الارتباك وازدواجية الحساب، يتم تحديث هذه المعلومات إما في نهاية البطولة، أو عندما تكون مشاركة اللاعب في البطولة قد انتهت.
| الدورة             | 1992  | 1993  | 1994  | 1995  | 1996  | 1997  | 1998  | 1999  | 2000  | 2001  | 2002  | 2003  | 2004  | إجمالي ف/م |
| ------------------ | ----- | ----- | ----- | ----- | ----- | ----- | ----- | ----- | ----- | ----- | ----- | ----- | ----- | ---------- |
| دورات الجراند سلام |       |       |       |       |       |       |       |       |       |       |       |       |       |            |
| أستراليا المفتوحة  | غ     | غ     | غ     | غ     | غ     | غ     | ن.ن   | غ     | د4    | د2    | د3    | د3    | د3    | 0 / 6      |
| فرنسا المفتوحة     | غ     | د1    | غ     | غ     | غ     | د3    | د2    | د2    | د1    | د1    | د1    | د1    | د4    | 0 / 9      |
| ويمبلدون           | غ     | غ     | غ     | غ     | غ     | غ     | د2    | غ     | د2    | ر.ن   | د3    | د2    | غ     | 0 / 5      |
| أمريكا المفتوحة    | غ     | غ     | غ     | غ     | غ     | د2    | د1    | ر.ن   | غ     | د2    | غ     | غ     | غ     | 0 / 4      |
| معدل الجراند سلام  | 0 / 0 | 0 / 1 | 0 / 0 | 0 / 0 | 0 / 0 | 0 / 2 | 0 / 4 | 0 / 2 | 0 / 3 | 0 / 4 | 0 / 3 | 0 / 3 | 0 / 2 | 0 / 24     |
| تصنيف نهاية العام  | 875   | 670   | 646   | 189   | 413   | 93    | 37    | 40    | 48    | 27    | 34    | 114   | 64    | بلا        |

- إجمالي ف / م = إجمالي الفوز والمشاركة

## روابط خارجية
- نيكولا إسكوديه على موقع رابطة محترفي التنس (الإنجليزية)
- نيكولا إسكوديه على موقع الاتحاد الدولي لكرة المضرب (الإنجليزية)
- نيكولا إسكوديه على موقع كأس ديفيز (الإنجليزية)
- نيكولا إسكوديه على موقع خلاصة التنس.كوم (الإنجليزية)
- نيكولا إسكوديه على موقع أوليمبيديا (الإنجليزية)